# Dom handlowy przy ulicy Ruskiej 3/4 we Wrocławiu
Dom handlowy przy ulicy Ruskiej 3/4 – dawny dom handlowy Maxa Kassela (niem. Geschäftshaus Max Kassel) znajdujący się przy ulicy Ruskiej 3/4 we Wrocławiu. Był to pierwszy we Wrocławiu duży obiekt inżyniersko-secesyjny.

## Historia posesji
Pierwsze murowane budynki na parceli 3 i 4 zostały wzniesione w XIV wieku, przy czym budynek na parceli nr 4 miał starszą metrykę i zbudowany był z kamienia ze stropami lub ceglanymi sklepieniami w najniższej kondygnacji. Podział na osobne parcele istniał już od XIII wieku. W 1986 roku podczas prac wykopaliskowych odnotowano znajdującą się pomiędzy kamienicą nr 3 i 4 ścianę działową, datowaną na pierwszą połowę XIV wieku. Szerokość elewacji frontowej obu budynków wynosiła 9,21 m dla kamienicy nr 3 i 4,6 m dla kamienicy nr 4. Odkryta ściana wschodnia kamienicy nr 3 datowana została na lata 1350–1470. Na terenie posesji nr 3 odkryto głęboką studnię.

### Kamienica nr 3
Od połowy XVI wieku na działkach znajdowały się trójkondygnacyjne kamienice szczytowe. Kamienica nr 3, zwana również „Pod Strzelcem” (Schütze) w okresie barokowym, w pierwszej połowie XVIII wieku została przebudowana, w wyniku czego dodano jej trzecią kondygnację i zwieńczono wysokim, dwukondygnacyjnym szczytem. Dolna kondygnacja szczytu była pięcioosiowa, przy czym okna skrajne były pozorne. Druga kondygnacja oddzielona od pierwszej gzymsem, była już dwuosiowa i miała formę aediculi otoczonej parą lizen i wolutowymi spływami zakończoną trójkątnym tympanonem. Pomiędzy wszystkimi kondygnacjami znajdowały się gzymsy. Wokół okien umieszczono uszakowate obramienia a nad nadprożami i poniżej parapetów umieszczono lustra. W 1896 roku parter kamienicy został przebudowany.
Oddzielne kamienice szczytowe na obu działkach stały do 1899 roku.

### Dom handlowy Maxa Kassela
W 1899 roku obie kamienice wykupił mistrz murarski Max Kassel i sporządził osobiście projekt nowego domu handlowego Max Kassel. Pierwotny projekt z grudnia 1899 roku zakładał połączenie dwóch kamienic. Według Barbary Banaś, w 1900 roku powstał drugi projekt, na podstawie którego wzniesiono nowy dom handlowy, bazując tylko w części na starszych murach kamienic. Budowa domu handlowego została ukończona w 1902 roku. Został wzniesiony w oparciu o konstrukcję szkieletową. Miał cztery kondygnacje oraz wysokie poddasze cofnięte względem linii fasady oraz wąskie skrzydła boczne i tylne. Jego fasada od ulicy Ruskiej została podzielona trzema kamiennymi słupami na dwie nierówne części. Szersza została wypełniona ścianą kurtynową, gdzie jej centralny słup rozdzielający wielkie okna wykonany był w formie żelaznej kolumienki ozdobionej blachą miedzianą. Wszystkie duże okna na trzeciej i czwartej kondygnacji połączone były ażurową dekoracją wykonaną z blachy miedzianej; pełniła ona również funkcję osłony przeciwsłonecznej. Powyżej drugiej kondygnacji umieszczono dodatkowo dwuteownik dzielący przeszklenia i wzmacniający konstrukcję. Druga część fasady, jednoosiowa, była zakończona wygiętym w łuk gzymsem. W jego kluczu, na tle słoneczników, umieszczony został kartusz z trójkątem i piórem, symbolami nawiązującymi do profesji właściciela i projektanta. Motyw słonecznika umieszczono również na zakończeniu pilastrów, gdzie zaakcentowano je dodatkowo obeliskami. Dekorację budynku wykonano jedynie na elementach kamiennych: na portalu, pilastrach i gzymsie wieńczącym. W części parterowej, w osi zachodniej znajdował się portal prowadzący do sieni przejazdowej i tylnego dziedzińca. Z sieni wchodziło się na klatkę schodową i do wind. W pozostałej części parteru umieszczono witryny z osobnymi wejściami do sklepów.
Na wszystkich czterech kondygnacjach oraz w pomieszczeniach oficyn zaplanowano działalność handlową; w oficynach znajdowały się również magazyny. Pomieszczenia zostały wynajęte przez firmę Gottstein, zajmującą się produkcją i sprzedażą futer oraz firmę Schlesinger Herren-Garderoben sprzedającą męską garderobę. Na poddaszu działało atelier fotograficzne J. Fuchsa.

## Po 1945 roku
Po II wojnie światowej funkcje handlowe spełniały jedynie pomieszczenia parterowe. W latach 1995–1996 budynek wyremontowano i dostosowano na potrzeby banku. Podczas przeprowadzonego remontu pod koniec XX wieku wymieniono m.in. stolarkę zewnętrzną, usuwając oryginalne podziały oraz miedziane obróbki i detale ściany kurtynowej.

## Uwaga
1. ↑  Barbara Banaś w Leksykonie Architektury Wrocławia błędnie podaje nazwę Dom Handlowy Gottstein. Firma Gottstein wynajmowała lokale w budynku, gdzie produkowała i sprzedawała swoje wyroby futrzane[2].